# Stevia hintonii
Stevia hintonii, vrsta je glavočike iz roda Stevia, meksičkog endema u državama Guerrero i México.
Otkrivena je i opisana prvi puta 1975. godine kao Metastevia hintonii, i smještena u poxseban rod Metastevia, uz navođenje sedam morfoloških značajki po kojima se razlikuju od ostalih vrsta roda Stevia.

## Opis
Višegodišnja zeljasta biljka nasuprotnih listova.

## Sinonimi
- Metastevia hintonii Grashoff; Brittonia 27: 69 (1975)